# Lichtenberg (Mondkrater)
Lichtenberg ist ein Einschlagkrater auf der nordwestlichen Mondvorderseite.
Er liegt nördlich des Kraters Briggs in der Ebene des Oceanus Procellarum. Er zeigt ein kleines, in nördlicher und westlicher Richtung verlaufendes Strahlensystem auf. Der Kraterrand ist kaum erodiert mit konzentrischen Rutschungen im Inneren.
| Buchstabe | Position           | Durchmesser | Link |
| --------- | ------------------ | ----------- | ---- |
| A         | 28,95° N, 60,09° W | 7 km        |      |
| B         | 33,23° N, 61,5° W  | 5 km        |      |
| F         | 33,17° N, 65,42° W | 5 km        |      |
| H         | 31,51° N, 58,87° W | 4 km        |      |
| R         | 34,6° N, 70,23° W  | 29 km       |      |

Der Krater wurde 1935 von der IAU nach dem deutschen Physiker und Schriftsteller Georg Christoph Lichtenberg offiziell benannt.